# Міхеєнки
Міхе́єнки (рос. Михеенки, марій. Мике почиҥга) — присілок у складі Сернурського району Марій Ел, Росія. Входить до складу Кукнурського сільського поселення.

## Населення
Населення — 43 особи (2010; 44 у 2002).
Національний склад (станом на 2002 рік):
- марі — 100 %